# Danh sách di sản văn hóa Tây Ban Nha được quan tâm ở Sant Lluís
Danh sách di sản văn hóa Tây Ban Nha được quan tâm ở Sant Lluís.
| Tên                               | Dạng                                   | Địa điểm                                 | Tọa độ                                        | Số hồ sơ tham khảo? | Ngày nhận danh hiệu? | Hình ảnh                              |
| --------------------------------- | -------------------------------------- | ---------------------------------------- | --------------------------------------------- | ------------------- | -------------------- | ------------------------------------- |
| Hipogeo Rafalet Nou               | Di tích Khảo cổ học                    | San Luis                                 | 39°50′27″B 4°17′39″Đ / 39,840969°B 4,294047°Đ | RI-51-0003748       | 10-09-1966           | Upload image                          |
| Tàn tích Biniali                  | Di tích Khảo cổ học                    | San Luis Pujol de ses Mates, s'Ullastrar | 39°50′31″B 4°14′25″Đ / 39,841845°B 4,240346°Đ | RI-51-0003731       | 10-09-1966           | Upload image                          |
| Tàn tích Rafalet Vell             | Di tích Khảo cổ học                    | San Luis                                 | 39°50′52″B 4°17′15″Đ / 39,84778°B 4,287518°Đ  | RI-51-0003750       | 10-09-1966           | Upload image                          |
| Sa Lạch                           | Di tích Khảo cổ học                    | San Luis                                 |                                               | RI-51-0003736       | 10-09-1966           | Upload image                          |
| Talayote Rafalet Petit            | Di tích Khảo cổ học Văn hóa talayótica | San Luis                                 | 39°50′51″B 4°17′02″Đ / 39,84743°B 4,283831°Đ  | RI-51-0003749       | 10-09-1966           | Upload image                          |
| Tháp Alcalfar Vell                | Di tích Kiến trúc quân sự              | San Luis Cala Alcalfar                   | 39°49′30″B 4°17′46″Đ / 39,825101°B 4,296078°Đ | RI-51-0008587       | 30-11-1993           | Torre de Alcalfar Vell · Upload image |
| Tháp Binibeca Nou                 | Di tích Kiến trúc quân sự              | San Luis                                 | 39°49′56″B 4°14′33″Đ / 39,83229°B 4,242406°Đ  | RI-51-0008589       | 30-11-1993           | Upload image                          |
| Tháp Binibeca Vell                | Di tích                                | San Luis                                 | 39°50′17″B 4°14′25″Đ / 39,838045°B 4,240186°Đ | RI-51-0008590       | 30-11-1993           | Upload image                          |
| Tháp Binifadet                    | Di tích Kiến trúc quân sự              | San Luis                                 | 39°51′06″B 4°15′26″Đ / 39,851703°B 4,257154°Đ | RI-51-0008585       | 30-11-1993           | Upload image                          |
| Tháp Punta Prima (Tháp Son Ganxo) | Di tích Kiến trúc quân sự              | San Luis Son Ganxo                       | 39°48′40″B 4°16′33″Đ / 39,810974°B 4,275843°Đ | RI-51-0008584       | 30-11-1993           | Torre de Punta Prima · Upload image   |
| Tháp Rafalet Petit                | Di tích Kiến trúc quân sự              | San Luis                                 | 39°50′50″B 4°14′04″Đ / 39,847313°B 4,234489°Đ | RI-51-0008588       | 30-11-1993           | Upload image                          |
| Tháp Torret Sa Atalaia            | Di tích Kiến trúc quân sự              | San Luis                                 | 39°49′29″B 4°15′04″Đ / 39,824779°B 4,251113°Đ | RI-51-0008586       | 30-11-1993           | Upload image                          |
| Tháp Tháp canh Torret             | Di tích Kiến trúc quân sự              | San Luis                                 | 39°49′29″B 4°15′04″Đ / 39,824779°B 4,25112°Đ  | RI-51-0008581       | 30-11-1993           | Upload image                          |
| Khu vực funerario Son Orfila      | Di tích Khảo cổ học                    | San Luis                                 | 39°48′42″B 4°16′52″Đ / 39,81161°B 4,281025°Đ  | RI-51-0003751       | 10-09-1966           | Upload image                          |
| Alcaufar                          | Di tích                                | San Luis Menorca                         |                                               | RI-51-0008583       | 30-11-1993           | Upload image                          |
| Biniarroca                        | Di tích                                | San Luis Menorca                         |                                               | RI-51-0003732       | 10-09-1966           | Upload image                          |
| Binibeca Nou                      | Di tích                                | San Luis Menorca                         |                                               | RI-51-0003733       | 10-09-1966           | Upload image                          |
| Binibeca Vell                     | Di tích                                | San Luis Menorca                         |                                               | RI-51-0003734       | 10-09-1966           | Upload image                          |
| Biniparratx Gran                  | Di tích                                | San Luis Menorca                         |                                               | RI-51-0003737       | 10-09-1966           | Upload image                          |
| Biniparratxet                     | Di tích                                | San Luis Menorca                         |                                               | RI-51-0003739       | 10-09-1966           | Upload image                          |
| Biniparrell Gran                  | Di tích                                | San Luis Menorca                         |                                               | RI-51-0003740       | 10-09-1966           | Upload image                          |
| Biniparrell Nou                   | Di tích                                | San Luis Menorca                         |                                               | RI-51-0003741       | 10-09-1966           | Upload image                          |
| Binirrament D`en Cavaller         | Di tích                                | San Luis Menorca                         |                                               | RI-51-0003742       | 10-09-1966           | Upload image                          |
| Binissafuller Sa Torre            | Di tích                                | San Luis Menorca                         |                                               | RI-51-0008582       | 30-11-1993           | Upload image                          |
| Binissafùller Nou                 | Di tích                                | San Luis Menorca                         |                                               | RI-51-0003743       | 10-09-1966           | Upload image                          |
| Binissafùllet Dets Antigots       | Di tích                                | San Luis Menorca                         |                                               | RI-51-0003744       | 10-09-1966           | Upload image                          |
| Binissafùllet Nou                 | Di tích                                | San Luis Menorca                         |                                               | RI-51-0003745       | 10-09-1966           | Upload image                          |
| Lạch D`alcaufar                   | Di tích                                | San Luis Menorca                         |                                               | RI-51-0003746       | 10-09-1966           | Upload image                          |
| Camp Sarc                         | Di tích                                | San Luis Menorca                         |                                               | RI-51-0003747       | 10-09-1966           | Upload image                          |
| Es Barranc                        | Di tích                                | San Luis Menorca                         |                                               | RI-51-0003735       | 10-09-1966           | Upload image                          |